# Stadtkirche Meyenburg

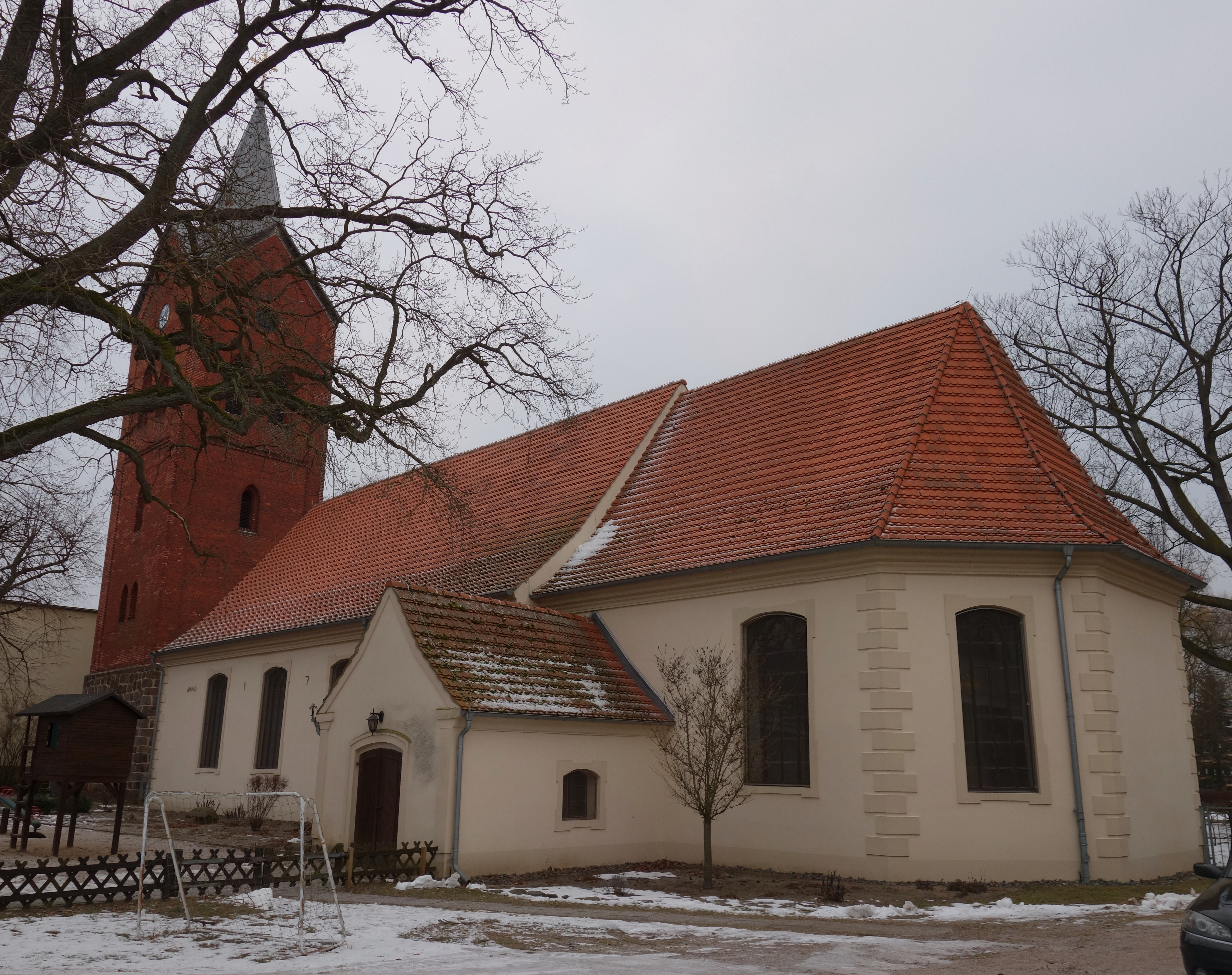
Stadtkirche Meyenburg

Die evangelische, denkmalgeschützte Stadtkirche Meyenburg steht in Meyenburg, einer Stadt im Landkreis Prignitz in Brandenburg. Die Kirche gehört zum Kirchenkreis Prignitz der Evangelischen Kirche Berlin-Brandenburg-schlesische Oberlausitz. 

## Beschreibung
Die im Kern mittelalterliche Feldsteinkirche wurde 1749 bis 1752 als barocker Saalbau erneuert. Das Kirchenschiff, der eingezogene, dreiseitig geschlossene Chor im Osten und die Anbauten an dessen Nord- und Südseite sind einheitlich verputzt. Schiff und Chor sind durch profilierte Traufgesimse und Eckquaderungen gegliedert. Die segmentbogig geschlossenen Tür- und Fensteröffnungen besitzen Putzfaschen. Der 1848–1850 nach Plänen des Bauinspektors Rosainsky hinzugefügte freistehende neugotische Kirchturm auf quadratischem Grundriss im Westen ist oberhalb des aus Feldsteinen bestehenden Erdgeschosses aus Backsteinen errichtet worden. In seinem obersten Geschoss beherbergt er hinter den als Biforien gestalteten Klangarkaden den Glockenstuhl und darüber die Turmuhr.
Die hufeisenförmige Westempore stammt aus der Zeit des Umbaus ab 1749, die Kirchenausstattung wird dagegen auf das Jahr 1828 datiert. Im Boden ist der mit großen Wappen versehene Grabstein des Helmut von Rohr († 1589) eingelassen. Eine Umgestaltung der Kirche nach Plänen von Winfried Wendland erfolgte in den Jahren 1949 bis 1953. Die Orgel wurde 1950 als Opus 230 von Alexander Schuke Potsdam Orgelbau errichtet. Sie verfügt über 19 Register auf zwei Manualen und Pedal.